# マリア・スピロプル
マリア・スピロプル（Maria Spiropulu、ギリシア語: Μαρία Σπυροπούλου、1970年 - ）はカリフォルニア工科大学の実験物理学者。2012年にヒッグス粒子が発見されたLHCの実験グループCMSの一員である。

## 経歴
1993年にテッサロニキのアリストテレス大学で物理学の学士を取得し、2000年にハーバード大学でフェルミラボ・衝突型加速検出器(CDF)実験によりPhDを取得した。博士論文において、ハドロン衝突型加速器で超対称性の証拠を探すために二重盲検法の分析手法を初めて適用した。超対称性粒子が現れると予想されるパラメータ空間の大部分を除外した。
2001年から2003年までシカゴ大学のエンリコ・フェルミフェローとして、余剰次元と超対称性を探すため、消失横エネルギーの痕跡を用いてCDF実験を続けた。2004年、小型ミューオンソレノイド(CMS)実験の研究科学者としてCERNに移った。2005年から2008年の間は標準模型を超える現象や超対称性を探求しているCMS物理解析グループの共同招集者を務めた。2012年までCERNの上級研究物理学者であり、2009年からはカリフォルニア工科大学で物理学教授を務めている。自分の学生であるChris Roganと共同研究者のMaurizio Pierini、Joseph Lykkenとともに、LHCでの新たな物理学の発見と特徴づけを目的とした運動学的変数の新たなセット("razor")を発明した。
彼女は"My Einstein: Essays by Twenty-four of the World's Leading Thinkers on the Man, His Work, and His Legacy"の最終章である"Where is Einstein?"の著者である。
2014年にはアメリカ物理学会の国際物理学フォーラムの議長のラインに選出され、2016年には議長に選出予定である。物理学諮問委員会フェルミラボのメンバーであり、2016年には米国エネルギー省と米国科学財団の高エネルギー物理学諮問委員会(HEPAP)のメンバーである。
彼女は、博士課程の指導者John Huthと指導者のオーウェン・チェンバレンを通じてエンリコ・フェルミの学問上のひ孫にあたる。

## 受賞
2008年、「実験高エネルギー物理学におけるリーダーシップ、特に超対称性と余剰次元の実験的探究における先駆的な努力のために」アメリカ科学振興協会のフェローに選出された。2014年、アメリカ物理学会のフェローに就任した。